# 蔡大鼎
蔡大鼎（琉球語：／  ?；1823年—？）和名伊計親雲上汝霖（琉球語：／ ），字汝霖，是琉球第二尚氏王朝末期的政治運動家、詩人。
蔡大鼎出生在久米村，其祖先是流亡到琉球的中國人。1848年，蔡大鼎與鄭良佐（與儀親雲上）、蔡呈禎（翁長里之子親雲上）前往清朝的福州，學習風水地理和修葺王陵之法。1867年，擔任署長史一職的蔡大鼎與楊光裕（平良親雲上）等人前往迎接冊封使趙新、于光甲的冊封船隻。
1875年，日本強迫琉球停止向清朝朝貢。次年12月10日，琉球國王尚泰與三司官向居謙（浦添親方朝昭）商議，秘密派遣紫巾官向德宏（幸地親方朝常），假借探問未歸國的進貢使毛精長（國頭親雲上盛乘）的名義前往清朝求救。蔡大鼎、林世功等19人亦隨同前往。一行人從北山名護間切的湖邊底（今名護市許田地區湖邊底）出發，經過太平山（今八重山群島），於1877年4月抵達福州，將求救密信交給閩浙總督何璟，由其輾轉送達清廷。一行人依照清廷的命令居住在福州的柔遠驛中等候消息，但此後清廷並未作出任何回應。
1879年，琉球被日本吞併，改為沖繩縣。見事情緊急，向德宏一行決定剃髮易服扮作商販，前往京師交涉。八月十四日蔡大鼎、林世功等人隨向德宏一起，從福州河口萬壽橋（今福州台江區南公園附近）附近的渡口出發，經由海路到達天津，請求李鴻章向日本交涉。其間，蔡大鼎將自己北上的經歷，寫成《北上雜記》一書。向德宏為了躲避日本特務的追殺留在了天津，受到李鴻章的庇護；同時也為琉球使臣一行傳達動態。蔡大鼎、林世功等其餘人則前往京師。他們與進貢使毛精長一起，上書總理衙門、禮部等處，要求清廷同日本交涉。
1880年，在美國前總統格蘭特的斡旋下，清方代表李鴻章與日方代表竹添進一郎進行談判。清朝方面曾一度欲接受日本將宮古、八重山兩處劃歸中國的建議，準備在此處恢復琉球王國；但蔡大鼎、毛精長、林世功等人上書指出兩島土地貧瘠，萬萬不可接受。最終由於清日間的分歧以及清廷大臣對琉球案觀點的不同而被擱置。林世功甚至在總理衙門前自殺以抗議日本的吞併。慈禧太后認為林世功是忠臣，將其屍首厚葬，但琉球案依舊被長期擱置。蔡大鼎、毛精長因此拒絕回國，不斷為琉球問題而奔走，最終客死清朝。毛精長死於京師；蔡大鼎的逝世地不詳，可能是京師，也可能是福州。
蔡大鼎也是一位詩人，其著作除了《北上雜記》之外，還有《程公寵文傳副》等文章，以及《閩山遊草》《續閩山遊草》《北燕遊草》等詩集。此外還有《漏刻樓集》，在沖繩島戰役中被焚毀失傳。

### 引用
1. ↑  .   [2011-09-02]. （原始内容存档于2016-03-04）.
2. ↑  福建文化在琉球的傳播與影響，謝必震著[永久]
3. ↑  《清代中琉關係檔案》，中國歷史檔案館主編
4. ↑  http://www.tulips.tsukuba.ac.jp/limedio/dlam/B1241188/1/vol05/naha/514.htm%5B%5D
5. ↑  http://www.tulips.tsukuba.ac.jp/limedio/dlam/B1241188/1/vol05/kume/613.htm%5B%5D
6. ↑  《中山世譜·尚泰王》
7. ↑  《北上雜記》，蔡大鼎著
8. ↑  .   [2011-09-02]. （原始内容存档于2016-03-05）.

### 网页
- ，蔡大鼎條 （页面存档备份，存于）